# 景耀宗
景耀宗（1966年－），中華民國陸軍少將（退役），畢業於陸軍官校正57期裝甲兵科、約旦皇家國防學院（RJNDC），是少數通曉阿拉伯語的中華民國國軍將領，為前參謀總長霍守業一級上將人馬，先前臺中市青年高中學務創新人員、現任臺中市私立新民高中學務創新人員、國防院無給職特聘研究員，曾任陸軍教準部少將副指揮官、陸軍司令部戰訓處處長、陸軍六軍團參謀長、陸軍裝甲564旅長、駐沙烏地阿拉伯軍協組組長等職。2012年7月1日晉升少將，且行事作風霹靂，素有「約旦狂人」之稱，其領導統御能力卓越，對待部屬十分嚴厲，卻不輕易惩處，重在教導，「不使霹靂手段，難顯菩薩心腸」。於2022年7月達到晉升少將後10年最大服役年限退伍。

## 生平
景氏畢業自陸軍官校57期（1988年班；民國77年班）。是前參謀總長霍守業上將一路栽培的人馬，也受到前陸軍司令李翔宙上將喜好，就任司令部戰訓處長時被視作升中將大熱人選之一，惜疑似與時任高層嚴德發等人不和，後調任至被視作冷門空缺的教準部副指揮官直至退伍。

## 備註
1. ↑  同期畢業將領有呂坤修（總統府侍衛長總統府侍衛長）、葉國輝（六軍團前作戰次長）、李定中（人事次長）、劉協慶（陸軍澎湖防衛指揮部指揮官）、簡華慶（資通電軍指揮官）、沈威志等